# Хендри, Маргарет
Маргарет Хендри (1924 — 1990) — науруанская писательница и поэтесса. 
Автор слов «Nauru Bwiema» («Науру, родина наша») — Гимн государства Науру, официального принятого и утвержденного после обретения независимости 31 января 1968 году . Музыку гимна написал австралийский композитор Лоуренс Генри Хикс.
Маргарет Хендри — одна из наиболее известных писательниц Науру, писавшая на коренном науруанском языке жителей государства.